# 鬼談
『鬼談』（きだん）とは、櫂広海作のホラー漫画。1994年にサクラミステリー連載のち、2003年から2007年にかけてあおば出版から単行本が発売。2011年からはタイトルを『鬼談 人形師雨月の百物語』に変更し、ミステリーサラ連載を経てBbmfマガジンからLGAコミックスとして出版。既刊14巻。2015年からは青泉社にて初期シリーズ全8巻が新装版として順次刊行された。

## 概要
美貌の人形師・北村雨月が、友人の作家・石田豪成とその秘書・斎川杏子と共にこの世に迷える魂を導き、心の闇に巣食う悪霊達を鎮めていくシリーズ。物語は1話完結。幽霊や心霊現象といったオカルト要素は多いものの、本作はそれらを生み出す元とされる「強い思い」や「心に潜む闇」にスポットを当てている。

## あらすじ
絶世の美貌とされる謎の人形師・北村雨月の作る人形は奇跡を起こし、この世に迷える死者の魂を鎮め天上に導くと噂されている。彼の友人にして怪奇小説作家・石田豪成と、その秘書の斎川杏子。三人が見た人と人形、そしてそこに隠された「人の心」と「秘めた闇」が紡ぐ、美しくも哀しい鬼談。

## 登場人物紹介

### 主要人物
北村雨月（きたむら うげつ）
本作の主人公。波打つ黒髪を肩口まで伸ばし、蛇を思わせる冷たくも鋭い眼差しを持った人形の様に中性的な美貌を持つ人形師。普段は和服を着用しているが、遠方へ外出する時は洋装の場合もある。
石田豪成（いしだ ごうせい）
本作のもう一人の主人公。雨月とは高校以来の親友で、彼とは正反対にがっしりとした体躯の男。怪奇アクション系の小説を書いている作家。
あやかしや悪霊といった『魔』の部類を一切寄せ付けない体質で、雨月がとり憑かれないようボディーガード代わりとしてついて行くこともある。
斎川杏子（さいかわ きょうこ）
本作のメインヒロイン。『襖絵の女』にて豪成の秘書としてやって来る。
学生時代から豪成の小説のファンで、出版社系列で応募した。
蛇（へび）
雨月が連れている不思議な霊力を持った蛇。

### 主要人物に関わる人々
- 小松さん（こまつさん）
- 高山早雲（たかやま そううん）
- 高山佐智子（たかやま さちこ）
- 桂木法庵（かつらぎ ほうあん）
- 築島直樹（つきじま なおき）
- 島内（しまうち）
- 北村蒼月（きたむら そうげつ）
- 北村藤乃（きたむら ふじの）
- 北村の祖母（きたむらのそぼ）
- 瀬谷昇（せや のぼる）

### 道具・呪具
- 人形（にんぎょう）
- ヒトガタ

## 既刊一覧

### 鬼談
あおば出版（あおばコミックス）
1. 鬼談1（2003年6月16日発売）
2. 鬼談2（2003年11月15日発売）
3. 鬼談3（2004年3月16日発売）
4. 鬼談4（2004年7月16日発売）
5. 鬼談5（2004年11月16日発売）
6. 鬼談6（2005年12月17日発売）
7. 鬼談7（2006年5月16日発売）
8. 鬼談8（2007年4月28日発売）

### 鬼談 人形師雨月の百物語
Bbmfマガジン（LGAコミックス）
1. 人形師雨月の百物語1（2011年7月6日発売）
2. 人形師雨月の百物語2（2011年12月30日発売）
3. 人形師雨月の百物語3（2012年5月22日発売）
4. 人形師雨月の百物語4（2013年4月24日発売）
5. 人形師雨月の百物語5（2013年8月23日発売）
6. 人形師雨月の百物語6（2013年12月21日発売）
7. 人形師雨月の百物語7（2014年5月24日発売）
8. 人形師雨月の百物語8（2014年9月21日発売）
9. 人形師雨月の百物語9（2015年1月25日発売）
10. 人形師雨月の百物語10（2016年1月20日発売）
11. 人形師雨月の百物語11（2016年12月20日発売）
12. 人形師雨月の百物語12（2017年11月20日発売）
13. 人形師雨月の百物語13（2019年4月20日発売）
14. 人形師雨月の百物語14（2020年8月24日発売）
15. 人形師雨月の百物語15（2021年10月20日発売）

### 鬼談 新装版
青泉社（LGAコミックス）
1. 鬼談1 襖絵の女（2015年3月23日発売）
2. 鬼談2 幽霊滝（2015年5月25日発売）
3. 鬼談3 怨み雪（2015年7月27日発売）
4. 鬼談4 死人蝶（2015年9月22日発売）
5. 鬼談5 般若の爪（2015年11月25日発売）
6. 鬼談6 凶人形（2016年1月20日発売）
7. 鬼談7 骸乙女（2016年3月19日発売）
8. 鬼談8 死花かんざし（2016年4月20日発売）